# Фёдорова, Нина Александровна
Нина Александровна Фёдорова (настоящее имя — Антонина Фёдоровна Рязановская; 1895—1985) — писательница русского зарубежья.

## Биография
Антонина Фёдоровна Подгоринова родилась в 1895 году в г. Лохвица Полтавской губернии. Детство её прошло в Верхнеудинске, в Забайкалье
Высшее образование получила в Петербурге, окончив историко-филологическое отделение Бестужевских женских курсов. После революции покинула Россию и уехала в Харбин, где стала преподавать русский язык и литературу в местной гимназии. В 1923 году вышла замуж за историка, культуролога и юриста В. А. Рязановского, который специализировался на китайском и монгольском праве. В 1936 году семья переехала в Тяньцзинь, в 1938 году — в США. Почти до конца жизни она преподавала в университете штата Орегон.
Нина Фёдорова — автор пяти романов, около двадцати рассказов, многих критических очерков и детских пьес. Наибольшую известность приобрёл её роман «Семья», написанный на английском языке и напечатанный в Бостоне в 1940 году. Роман получил престижную премию американского журнала «Атлантический ежемесячник», был переведён на 12 языков — в авторском переводе на русский язык роман были издан в 1952 году нью-йоркским издательством им. Чехова; в России издан только в 1989 году («Роман-газета для юношества». — № 12), в 1992 году напечатан в «Роман-газете» (№ 10). Роман, посвящённый истории жизни русских эмигрантов в Китае, был хорошо принят критикой русской эмиграции. В 1958 году во Франкфурте-на-Майне (издательство «Посев» была издана её повесть «Дети», продолжившая тему «Семьи». В 1964—1966 годах в Вашингтоне появилась её трилогии «Жизнь». В 1964 году в Сан-Паулу была издана книга «Театр для детей». 
Последние годы жизни провела в Сан-Франциско. Умерла в 1985 году в Окленде.